# Więsławice (gmina Baruchowo)
Więsławice – dawniej osada leśna w Polsce, w województwie kujawsko-pomorskim, w powiecie włocławskim, w gminie Baruchowo.
W latach 1975–1998 miejscowość położona była w województwie włocławskim.
Miejscowość zniesiono z dniem 1 stycznia 2016.